# Helmut Muehle
Helmut Muehle (* 23. Oktober 1902 in Stuttgart; † 16. Oktober 1991) war ein deutscher Maler und Grafiker des Expressionismus.

## Leben und Werk
Helmut Muehle studierte von 1921 bis 1924 bei Gustav Jourdan und Ernst Schneidleran an der Kunstgewerbeschule Stuttgart. Ab 1924 studierte er bei Arnold Waldschmidt, Hans Spiegel und Alexander Eckener an der Kunstakademie Stuttgart.
1932 und 1933 gestaltete Helmut Muehle den Straßenschmuck in Stuttgart und Esslingen für das Deutsche Turnfest. 
In der Zeit des Nationalsozialismus war Mühle obligatorisch Mitglied der Reichskammer der bildenden Künste, und er nahm nachweislich zumindest in den ersten Jahren des Nazi-Staats an wichtigen Ausstellungen teil.
1944 wurde in Folge von Bombeneinwirkung sein gesamtes Frühwerk vernichtet. 1946/1947 gehörte Muehle mit Hans Fähnle, Fritz Dähn und anderen Künstlern zu den Wiederbegründern der Freien Kunstschule Stuttgart. Er leitete diese Schule bis 1948. Von 1945 bis 1949 war Muehle Vorstandsmitglied im Verband Bildender Künstler Württembergs.
Muehle wirkte auch als Pressezeichner für die Württemberger Zeitung und die Stuttgarter Zeitung sowie für Reader’s Digest.

## Ausstellungsteilnahmen (unvollständig)
- 1929, 1932, 1947: Stuttgarter Sezession.
- 1931: Juryfreie Künstlervereinigung Stuttgart.

- 1934: München, Neue Pinakothek („Süddeutsche Kunst in München“)
- 1935: Berlin („Württembergische Künstler“; Ausstellung des Vereins Berliner Künstler)
- 1935: Leipzig, Museum der Bildenden Künste („Deutsche Graphikschau“)
- 1937/1938: Leipzig, Museum der bildenden Künste („7. Große Leipziger Kunstausstellung. Leipziger Künstler unserer Zeit“)

- 1953: Dritte Deutsche Kunstausstellung, Dresden[4]